# Янгутум
Янгутум (тат. Янгутум, Яңгелмә) — деревня в Тобольском районе Тюменской области России. Входит в состав Лайтамакского сельского поселения.

## География
Деревня находится в северной части Тюменской области, в пределах Западно-Сибирской равнины, на правом берегу реки Носка, в 120 км от города Тобольска. Расположена в регионе Заболотье.

### Климат
Климат характеризуется как резко континентальный, с длительной морозной зимой и коротким тёплым летом. Средняя многолетняя температура самого холодного месяца (января) составляет −18,6 °С (абсолютный минимум — −49 °С), температура самого тёплого (июля) — 17,6 °С (абсолютный максимум — 38 °С). Безморозный период длится в течение 111 дней. Среднегодовое количество осадков — 200—427 мм, из которых около 70 % приходится на период с мая по сентябрь. Снежный покров держится в среднем 156 дней.

## Население
| 2010 |
| ---- |
| 67   |

## Инфраструктура
Действует аэродром Янгутумские.
Деревня знаменита сезонным рынком.

## Транспорт
Около деревни проходит грунтовая дорога соединяющая множество поселений, дорога сезонная.
Дороги проселочные, грунтовые, сезонные, летом прилетает пассажирский самолёт АН-2.